# Lilltjärnen (Anundsjö socken, Ångermanland, 705673-157656)
Lilltjärnen är en sjö i Örnsköldsviks kommun i Ångermanland och ingår i Ångermanälvens huvudavrinningsområde.